# European Film Awards per il miglior film internazionale
L'European Film Award per il miglior film internazionale viene assegnato al miglior film internazionale (non europeo) dell'anno dalla European Film Academy. Il premio non è stato più assegnato dal 2005.

## Vincitori e candidati
L'elenco mostra il vincitore di ogni anno, seguito dai film che hanno ricevuto una candidatura. Per ogni film viene indicato il titolo italiano e titolo originale tra parentesi, regista e nazione.

### 1990
- 1996
  - Dead Man, regia di Jim Jarmusch
- 1997
  - Hana-bi - Fiori di fuoco (Hana-bi), regia di Takeshi Kitano
  - Donnie Brasco, regia di Mike Newell
  - Tutti dicono I Love You (Everyone Says I Love You), regia di Woody Allen
  - Jerry Maguire, regia di Cameron Crowe
  - Romeo + Giulietta di William Shakespeare (Romeo + Juliet), regia di Baz Luhrmann
  - Swingers, regia di Doug Liman
- 1998
  - The Truman Show, regia di Peter Weir
  - Il grande Lebowski (The Big Lebowski), regia di Joel Coen
  - Boogie Nights - L'altra Hollywood (Boogie Nights), regia di Paul Thomas Anderson
  - Casa dolce casa (The Castle), regia di Rob Sitch
  - Harry a pezzi (Deconstructing Harry), regia di Woody Allen
  - Salvate il soldato Ryan (Saving Private Ryan), regia di Steven Spielberg
- 1999
  - Una storia vera (The Straight Story), regia di David Lynch
  - American Beauty, regia di Sam Mendes
  - Boys Don't Cry, regia di Kimberly Peirce
  - La coppa (Phörpa), regia di Khyentse Norbu
  - Non uno di meno (Yi ge dou bu neng shao), regia di Zhang Yimou

### 2000
- 2000
  - In the Mood for Love (Fa yeung nin wa), regia di Wong Kar-wai
  - Erin Brockovich, regia di Steven Soderbergh
  - Il gladiatore (Gladiator), regia di Ridley Scott
  - Fratello, dove sei? (O Brother, Where Art Thou?), regia di Joel Coen
  - La tigre e il dragone (Wo hu cang long), regia di Ang Lee
  - Yi Yi - e uno... e due... (Yi yi), regia di Edward Yang
- 2001
  - Moulin Rouge!, regia di Baz Luhrmann
  - Baran, regia di Majid Majidi
  - The Believer, regia di Henry Bean
  - Lagaan - C'era una volta in India (Lagaan), regia di Ashutosh Gowariker
  - Monsoon Wedding, regia di Mira Nair
  - Millennium Mambo (Qian xi man po), regia di Hsiao-hsien Hou
  - Viaggio a Kandahar (Safar e Ghandehar), regia di Mohsen Makhmalbaf
  - Y tu mamá también, regia di Alfonso Cuarón
- 2002
  - Intervento divino (Yadon ilaheyya), regia di Elia Suleiman
  - 8 Mile, regia di Curtis Hanson
  - City of God (Cidade de Deus), regia di Fernando Meirelles
  - Lontano dal Paradiso (Far from Heaven), regia di Todd Haynes
  - Minority Report, regia di Steven Spielberg
  - Il mio grosso grasso matrimonio greco (My Big Fat Greek Wedding), regia di Joel Zwick
  - La città incantata (Sen to Chihiro no kamikakushi), regia di Hayao Miyazaki
  - Spider, regia di David Cronenberg
- 2003
  - Le invasioni barbariche (Les invasions barbares), regia di Denys Arcand
  - 21 grammi (21 Grams), regia di Alejandro González Iñárritu
  - Primavera, estate, autunno, inverno... e ancora primavera (Bom yeoreum gaeul gyeoul geurigo bom), regia di Kim Ki-duk
  - Alla ricerca di Nemo (Finding Nemo), regia di Andrew Stanton e Lee Unkrich
  - Kill Bill: Volume 1, regia di Quentin Tarantino
  - Lost in Translation - L'amore tradotto (Lost in Translation), regia di Sofia Coppola
  - Mystic River, regia di Clint Eastwood
  - Zatōichi (Zatôichi), regia di Takeshi Kitano
- 2004
  - 2046, regia di Wong Kar-wai
  - Ferro 3 - La casa vuota (Bin-jip), regia di Kim Ki-duk
  - I diari della motocicletta (Diarios de motocicleta), regia di Walter Salles
  - Se mi lasci ti cancello (Eternal Sunshine of the Spotless Mind), regia di Michel Gondry
  - Fahrenheit 9/11, regia di Michael Moore
  - Maria Full of Grace, regia di Joshua Marston
  - Protezione (Moolaadé), regia di Ousmane Sembène
  - Oldboy, regia di Park Chan-wook
  - La foresta dei pugnali volanti (Shi mian mai fu), regia di Zhang Yimou
- 2005
  - Good Night, and Good Luck., regia di George Clooney
  - Battaglia nel cielo (Batalla en el cielo), regia di Carlos Reygadas
  - Be with Me, regia di Eric Khoo
  - I segreti di Brokeback Mountain (Brokeback Mountain), regia di Ang Lee
  - Broken Flowers, regia di Jim Jarmusch
  - C.R.A.Z.Y., regia di Jean-Marc Vallée
  - Lady Vendetta (Chinjeolhan geumjassi), regia di Park Chan-wook
  - The Constant Gardener - La cospirazione (The Constant Gardener), regia di Fernando Meirelles
  - Crash - Contatto fisico (Crash), regia di Paul Haggis
  - Look Both Ways, regia di Sarah Watt
  - Il suo nome è Tsotsi (Tsotsi), regia di Gavin Hood